# جورج دبليو. تشيس
جورج دبليو. تشيس (بالإنجليزية: George W. Chase) هو سياسي أمريكي، ولد في 1802 في ماريلاند في الولايات المتحدة، وتوفي بنفس المكان في 17 أبريل 1867. حزبياً، نشط في حزب اليمين. وقد انتخب عضو مجلس النواب الأمريكي.